# Lycia alpina
Lycia alpina is een vlinder uit de familie spanners (Geometridae). De wetenschappelijke naam is voor het eerst geldig gepubliceerd in 1776 door Sulzer.
De soort komt voor in Europa.